# USS Hudson (DD-475)
Pour les autres navires du même nom, voir USS Hudson.
L'USS Hudson (DD-475) est un destroyer de la classe Fletcher en service dans la Marine des États-Unis pendant la Seconde Guerre mondiale. Il a été nommé en l'honneur du capitaine de vaisseau (captain) William L. Hudson (1855-1926).

## Construction
Sa quille est posée le 20 février 1942 au chantier naval Charlestown Navy Yard de Boston, dans le Massachusetts. Il est lancé le 3 juin 1942 ; parrainée par Mme Henry H. Hough, épouse de l'amiral Henry H. Hough, et mis en service le 13 avril 1943.

## Historique
Après avoir été mis à l'épreuve et avoir servi d'escorte le long de la côte atlantique, le Hudson a fait route vers Efate, aux Nouvelles-Hébrides, où il est arrivé juste à temps pour fournir un appui-feu aux premiers débarquements sur Bougainville, le 1er novembre. Lorsque les Japonais ont organisé une attaque aérienne lourde le 8 novembre, le Hudson a aidé à les repousser en abattant deux " bogies " et en aidant à la destruction d'un troisième. Il a ensuite effectué des balayages anti-pollution dans la région de Truk et a participé aux opérations contre les îles Green en Papouasie-Nouvelle-Guinée le 1er février 1944. En route pour l'invasion, le Hudson a attaqué et coulé un sous-marin japonais le 31 janvier.
Après un bref répit en Australie, le Hudson s'est rendu à Kwajalein pour rejoindre l'armada qui se préparait à l'invasion des Mariannes. Après avoir effectué des bombardements côtiers pour ouvrir la voie aux débarquements sur Saipan, Guam et Tinian, le destroyer a pris part à la bataille de la mer des Philippines le 19 juin. Il a contribué à deux reprises à la destruction massive d'avions japonais, plus tard connue sous le nom de "Marianas Turkey Shoot " (Tir de la dinde des Mariannes). À la mi-juillet, alors que l'invasion de Guam était lancée, le Hudson s'est éloigné de l'île pour protéger les transports et a abattu un autre avion ennemi, tout en sauvant trois pilotes de la Navy abattus et un aviateur japonais. Depuis les Mariannes, le Hudson s'est rendu à Palaos pour soutenir les débarquements sur Peleliu et Angaur du 12 au 25 septembre. Parti de Manus dans les îles de l'Amirauté le 4 octobre, il a atteint San Francisco deux semaines plus tard pour une révision.
Après un entraînement de remise à niveau à Pearl Harbor, le Hudson est retourné au combat, arrivant au large d'Iwo Jima le 19 février 1945. Il a assuré la protection vitale des piquets radar pendant l'invasion initiale de la place forte ennemie (bataille d'Iwo Jima). En revenant d'Iwo Jima après la sécurisation de l'île, le Hudson a sauvé huit survivants d'un B-29 "Superfortress" qui s'était écrasé en mer le 8 mars. Son action suivante s'est déroulée en tant que navire de piquet radar au large d'Okinawa le 1er avril, lorsque les troupes américaines ont pris d'assaut le dernier bastion japonais (bataille d'Okinawa) avant les îles d'origine. Le 5 avril, le Hudson est crédité de son deuxième sous-marin japonais, lorsqu'une attaque de six heures avec six barrages de grenades sous-marines entraîne le naufrage du Ro-49 au large d'Okinawa. Bien qu'il ait été attaqué presque constamment par des avions kamikazes, le Hudson n'a subi qu'une seule blessure d'un membre d'équipage, infligée lorsqu'un kamikaze s'est écrasé à proximité le 22 avril 1945, le bout d'une aile heurtant la tête d'un chef.
Toujours au large d'Okinawa, le Hudson est devenu connu comme le "destroyer qui a sauvé un porte-avions". Le 4 mai, un pilote kamikaze s'est écrasé sur le porte-avions d'escorte USS Sangamon (CVE-26). Le Hudson s'est dirigé vers le porte-avions en flammes. Malgré l'explosion des munitions du porte-avions à la dérive, le destroyer a pu se mettre à couple à trois reprises, faisant passer un total de 16 tuyaux par-dessus bord. Le pont d'envol en surplomb du porte-avions a causé d'importants dommages à la superstructure du Hudson, alors que des débris en feu et un avion enflammé largué par l'équipage du Sangamon se sont écrasés contre les grenades sous-marines du Hudson sur l'arrière, causant quelques dommages. Lorsque les incendies furent finalement maîtrisés, le Hudson avait subi des dommages équivalents à ceux de la victime de l'avion kamikaze, mais le porte-avions avait été sauvé avec seulement quelques pertes de vie et fut ordonné à Guam pour des réparations le 10 mai.

### Destin
Rapidement réparé, le Hudson a rejoint la 3e flotte (3rd Fleet)au large d'Okinawa le 22 juin, puis s'est rendu à Eniwetok pour des missions de convoyage dans les marais. Après avoir escorté un convoi vers les Aléoutiennes, il est retourné au nord du Japon pour participer à l'occupation et au contrôle des îles d'origine de l'ennemi le 8 septembre, 6 jours après la signature de la capitulation sans condition dans la baie de Tokyo. 
Du Japon, le Hudson a navigué vers l'Alaska où il a commencé à transporter des anciens combattants vers les États-Unis dans le cadre de l'opération Magic Carpet. Il a ensuite fait escale au Puget Sound Navy Yard, à Bremerton, dans l'État de Washington, pour préparer son déclassement.
Se rendant à San Diego le 15 mars 1946, le Hudson a été désarmé et est entré en réserve le 31 mai. En janvier 1947, le Hudson a été transféré au Mare Island Naval Shipyard, en Californie, où il a été mis en réserve. Le Hudson a été retiré de la liste de la Navy (Naval Vessel Register) le 1er décembre 1972, vendu le 27 novembre 1973 et mis à la ferraille.

## Décorations
Le Hudson a reçu neuf battles stars pour son service pendant la Seconde Guerre mondiale.

### Littératures
- (de) Stefan Terzibaschitsch: Zerstörer der U.S. Navy. Bechtermünz Verlag, Augsburg 1997,  (ISBN 3-86047-587-8).
- (en) Alan Raven: Fletcher Class Destroyers. Naval Institute Press, Annapolis 1986,  (ISBN 0-87021-193-5).
- (en) Jerry Scutts: Fletcher DDs (US Destroyers) in action (Warships No. 8). Squadron/signal publications, Carrollton Texas 1995,  (ISBN 978-0-89747-336-1).
- (en) Theodore Roscoe: Destroyer Operations in World War II. United States Naval Institute, Annapolis 1953,  (ISBN 978-0-87021-726-5).